# Port lotniczy Solwezi
Port lotniczy Solwezi (IATA: SLI, ICAO: FLSW) – port lotniczy położony w Solwezi, w Zambii.

## Linie lotnicze i połączenia
| Linia Lotnicza   | Kierunek  |
| ---------------- | --------- |
| Proflight Zambia | 1. Lusaka |
| Zambia Airways   | 1. Lusaka |